# Krampan
Krampan är ett naturreservat i Gnesta och Strängnäs kommuner  i Södermanlands län.
Området är naturskyddat sedan 1992 och är 155 hektar stort. Reservatet ligger väster om sjöarna Övre Marviken och en del av Mellan-Marviken och består av delar av sjöarna, rester av en rullstensås, Kvarnkärret i väster och en bäck.
Öster om sjöarna ligger naturreservatet Marvikarna och de två benämns ofta gemensamt som  Marvikarna-Krampan. 